# Lissoclinum timorense
Lissoclinum timorense är en sjöpungsart som först beskrevs av Sluiter 1909.  Lissoclinum timorense ingår i släktet Lissoclinum och familjen Didemnidae. Inga underarter finns listade i Catalogue of Life.